# رسوایی پارازیت تلفن در انتخابات ۲۰۰۲ سنا نیوهمپشایر
رسوایی پارازیت تلفن یر انتخابات سنای نیوهمپشایر در سال۲۰۰۲ شامل استفاده از یک شرکت بازاریابی تلفنی بود که توسط حزب جمهوریخواه آن ایالت(NHGOP) برای دستکاری در انتخابات استخدام شده بود. دستکاری شامل استفاده از یک مرکز تماس برای مسدود کردن خطوط تلفن عملیات خروج از رأی(GOTV) بود. در نهایت ۹۰۰تماس برای ۴۵برقرار شد چند دقیقه اختلال در مراکز تماس با گرایش دموکرات‌ها.
در طول انتخابات آن ایالت در سال ۲۰۰۲ برای کرسی مجلس سنای ایالات متحده که توسط باب اسمیت جمهوری‌خواه خالی شد، حزب جمهوری‌خواه نیوهمپشایر بازار جی او پی را در شمال ویرجینیا استخدام کرد تا بانک تلفن دیگری را که توسط حزب دموکرات ایالتی و اتحادیه آتش نشانان برای تلاش برای تغییر استفاده می‌شود، مسدود کند. رای‌دهندگان را به نمایندگی از فرماندار وقت نیوهمپشایر جین شاهین در روز انتخابات حذف کنید. جان ای. سونونو، نامزد جمهوری خواهان، یک پیروزی محدود به دست آورد. علاوه بر تعقیب کیفری، افشای این پرونده از یک دعوای مدنی که توسط حزب دمکرات این ایالت علیه حزب جمهوری‌خواه آن ایالت (اکنون حل و فصل شده) ارائه شده‌است.
چهار مرد به خاطر جنایات فدرال مجرم شناخته شدند یا به جرم آنها اعتراف کردند و به خاطر مشارکتشان به زندان محکوم شدند. یک محکومیت توسط دادگاه تجدید نظر لغو شد. جیمز توبین که در دادگاه تجدید نظر آزاد شد، بعداً باتهام دروغگویی به اداره تحقیقات فدرال درطول تحقیقات اولیه متهم شد.

## تاریخ

### رسوایی شکسته می‌شود
پلیس در کنکورد، مرکز ایالت، توسط کارگران دموکرات در روز انتخابات مطلع شد که تماس‌های تلفنی مکرری دریافت می‌کنند که پس از پنج ثانیه به پایان می‌رسد، تماس‌هایی که در تلاش‌های آن‌ها برای دسترسی به رای‌دهندگان و ارائه سواری به صندوق‌های رای اختلال ایجاد می‌کند. برای حداقل یک ساعت و نیم در ظهر آنها قادر به برقراری هیچ تماس خروجی نبودند. ورایزون بعداً توانست بیشتر این تماس‌ها را متوقف کند، اما هرکسی که آنها را برقرار کرده بود، قوانین ایالتی را در برابر آزار و اذیت تلفنی نقض کرده بود.
مقامات ایالتی دریافتند که تماس‌ها از خارج از ایالت بوده و به همین دلیل همتایان فدرال خود را وارد کرده‌اند. آنها در نهایت به یک شرکت مستقر در پوکاتلو، آیداهو که بانک‌های تلفن را اداره می‌کرد، ردیابی شدند.
رهبر اتحادیه نیوهمپشایر در ۷ فوریه ۲۰۰۳ در مورد آن گزارش داد. این داستان بلافاصله پس از اعتراف به دروغگویی به روزنامه، چارلز مک گی، مدیر اجرایی جی او پی ایالتی را مجبور به استعفا کرد. بعداً، دادستان‌ها گفتند که او پس از دیدن یک آگهی تبلیغاتی که توسط کمپین شاهین با اعداد منتشر شده بود، به فکر اخلال در ارتباطات دموکراتیک بود. او با توجه به سابقه نظامی خود، تصمیم گرفت «ارتباطات دشمن» را مختل کند و با چندین شرکت بازاریابی تلفنی که می‌دانست با جمهوری‌خواهان همدردی می‌کردند تماس گرفت.
با این حال، جیمز توبین، مدیر حوزه شمال شرقی آن زمان برای کمیته ملی سناتور جمهوریخواه (NRSC)، مک گی را با بازار جی او پی، یک شرکت ویرجینیای شمالی که توسط آلن ریموند اداره می‌شد، قرار داد که توسط حزب نیوهمپشایر برای مشارکت در رای‌دهندگان مشابه استخدام شده بود. مک گی به دروغ گفته بود که از این موضوع بی‌خبر است.
استیو کورناکی از politicsnj.com کشف کرد که ریموند، بومی نیوجرسی، برای جیمز ترفینگر، نامزد سابق فرمانداری که پس از آن به دلیل رسوایی تلفنی در جریان انتخابات مقدماتی جمهوری‌خواهان در آن ایالت در سال ۲۰۰۱ برای نامزدی سناتورها متهم شده بود، کار کرده‌است، که در آن تماس‌ها در این ایالت انجام شد. دو تن از حریفان خود را لکه دار کرد. یکی از چهره‌های برجسته در آن کیفرخواست، احتمالاً یکی از توطئه‌گران، یک مشاور جمهوری‌خواه ناشناس بود که گمان می‌رود ریموند باشد (در طول محاکمه بعدی جیمز توبین، دادستان گفت که بازار جی او پی برای کمپین مجلس سنا در نیوجرسی کار کرده‌است و این کار را انجام داده‌است. منجر به کیفرخواست کیفری شده بود). در طی مسابقات سوپر بول در ۳ فوریه ۲۰۰۲، شرکت ریموند با رای‌دهندگان احتمالی تماس گرفته بود که نه تنها به یکی از رقبای ترافینگر حمله کردند، بلکه ظاهراً از طرف دیگری بودند.

### اعتراف به گناه
تا اینکه در ۳۰ ژوئن۲۰۰۴، زمانی که آلن ریموند در دادگاه فدرال در کنکورد به چندین اتهام جنایت اعتراف کرد، اطلاعات کمی در مورد این پرونده شنیده شد. مک گی ماه بعد از آن پیروی کرد. وبلاگ جاش مارشال اشاره کرد که تاد هینن، دادستان پرونده ریموند، به دادگاه اشاره کرد که با ریموند در مورد ایده پارازیت تلفن توسط «یک همکار سابق که در آن زمان یکی از مقامات یک سازمان سیاسی ملی بود» تماس گرفته بود. هینن بعداً نشان داد که مک گی در مورد طرح پارازیت تلفن با دو مقام ارشد جمهوریخواه دیگر صحبت کرده‌است.
اسمیت درمقاله ای برای مانیتور کنکورد، پارازیت تلفن را «یک خشم» خواند و از فقدان خشم جمهوری خواهان در مورد «این اقدام نفرت انگیز توسط هک‌های سیاسی رقت انگیز» ابراز تاسف کرد. او همچنین تلویحاً گفت که پارازیت تلفن ممکن است پیروزی شاهین را رد کرده باشد.

### مرد سوم
در ماه اکتبر، سوگندنامه ای که توسط حزب دموکرات نیوهمپشایر ثبت شد و در رسانه‌ها منتشر شد، حاوی اطلاعاتی بود که شناسایی فرد سوم بنام توبین را ممکن می‌ساخت، سپس به عنوان مدیر منطقه ای نیوانگلند برای کمپین بوش خدمت می‌کرد. او در ۱۵اکتبر استعفا داد و در ۱دسامبر کیفرخواست صادر شد، سپس در ۱۳دسامبر به دو اتهام مجرمانه هر یک از توطئه برای برقراری تماس‌های تلفنی آزاردهنده و کمک و مشارکت در آزار و اذیت تلفنی محاکمه شد.

### جمله‌ها
آلن ریموند در ۸ فوریه۲۰۰۵ به خاطر نقش خود به پنج ماه زندان فدرال محکوم شد. یک ماه بعد، چارلز مک گی هفت ماه دریافت کرد.

### آزمایش جیمز توبین و تأمین مالی
جیمز توبین با نزدیک شدن به محاکمه او از همکاری با بازرسان امتناع کرد. در طول محاکمه توبین، سؤالاتی در مورد منبع پولی که درتأمین مالی پارازیت تلفن و دفاع ازاو نقش داشت، مطرح شد.
در ماه ژوئیه،رهبر اتحادیه گزارش داد که یکی از وکلای توبین به دادگاه گفت که او به عنوان کارمند کمیته ملی جمهوری خواهان(RNC) وکالت متهم را بر عهده دارد.ازآنجایی که کمیته ملی جمهوری خواهانسوپر بول اعلام کرده بود که توبین بتنهایی در یک عملیات سرکش عمل می‌کند، از این سؤال پرسیده شد که چرا آنها برای دفاع از او هزینه می‌کنند.
در ماه اوت، کمیته ملی جمهوری خواهانسوپر بول سرانجام تأیید کرد که بیش از ۷۲۲۰۰۰دلار برای دفاع از توبین توسط شرکت ویلیامز و کانولی در واشینگتن هزینه کرده‌است. یک سخنگوی به آسوشیتدپرس گفت: «این حمایت براساس اطمینان او و اعتقاد ما است که جیم مرتکب هیچ تخلفی نشده‌است.»
رهبر اتحادیه در فوریه ۲۰۰۶ گزارش داد که کمیته ملی جمهوری خواهان سوپر بول در روز محکومیت توبین ۱٫۷ میلیون دلار به ویلیامز پرداخت کرده‌است، در مجموع ۲٫۵ میلیون دلار، و نه تأیید و نه رد کرد که هنوز هم هزینه‌های قانونی او را پرداخت می‌کند. اولین گزارش مالی کمیته ملی جمهوری خواهانسوپر بول در سال ۲۰۰۶ نشان داد که تا آن زمان ۳۳۰۰۰۰ دلار دیگر هزینه کرده بود.
بعداً در همان سال، همسر توبین توسط کمیته ملی سناتور جمهوریخواه به عنوان مشاور در مبارزات انتخاباتی ناموفق لینکلن چفی، سناتور رود آیلند، به عنوان استراتژی‌های شمال شرق استخدام شد، شرکتی که خانه توبین‌ها را به عنوان آدرس اصلی خود فهرست کرده بود. با وجود نداشتن تجربه قبلی، او ۳۰۰۰۰۰ دلار دستمزد دریافت کرد.
در ۲۸ آگوست، مارشال گزارش داد که دو قبیله هندی، گروه آگوا کالینته از سرخپوستان کاهویلا و می‌سی‌سی‌پی چوکتاو، مشتریان شناخته شده لابی گر بانفوذ جک آبراموف، که خود در کانون یک رسوایی گسترده بود، ۵۰۰۰دلار کمک کرده بودند(حداکثر قانونی) به حزب جمهوری‌خواه نیوهمپشایر در هفته انتخابات در سال۲۰۰۲. هیچ‌کدام از آنها علاقه‌ای به نیوهمپشایر نداشتند. بعداً، کارمندان جاد گرگ، سناتور ارشد نیوهمپشایر و همچنین یک جمهوری‌خواه، توضیح دادند که بدون اطلاع او این چک‌ها را پاس کرده‌اند.
همچنین غیرعادی بیش از ۶۰۰۰۰۰دلار به کمپین سونونو در هفته آخر توسط کمیته ملی جمهوری‌خواه کنگره که معمولاً بر روی نژادها در مجلس تمرکز می‌کند و علاقه زیادی به کمپین‌های قبلی سونونو نشان نداده بود، بود. نماینده کنگره تگزاس و رهبر سابق اکثریت مجلس نمایندگان تام دیلی، آمریکایی‌ها برای کمیته اقدام سیاسی اکثریت جمهوری‌خواه (ARMPAC) نیز ۵۰۰۰دلار کمک کردند.
در ۱۰ نوامبر، قاضی استیون مک‌آلیف درخواست توبین برای رد اتهامات توطئه علیه او را رد کرد، اگرچه او گفت که درخواست دیگری را برای رد اتهاماتی که توبین حق رای دیگران را رد کرده بود، بررسی خواهد کرد.
اندکی قبل از شروع محاکمه، مارشال گزارش داد که فهرست شاهدان ایالت شامل تری نلسون، مدیر سیاسی سابق مبارزات انتخاباتی بوش است. نلسون با رسوایی مربوط به جمع‌آوری غیرقانونی پول دیلی در تگزاس مرتبط بود.

## جیمز توبین

### زمینه
جیمز توبین رئیس ستاد انتخاباتی جورج دبلیو بوش در نیوانگلند بود. او در ۱۵ دسامبر۲۰۰۵ به اتهام آزار و اذیت تلفنی "به خاطر نقشش در توطئه ای برای مسدود کردن تلفن‌های حزب دمکرات در روز انتخابات۲۰۰۲" محکوم شد. با این حال، این محکومیت بعداً توسط دادگاه تجدیدنظر فدرال لغو شد و توبین از همه اتهامات تبرئه شد.
توبین بعنوان رئیس کمپین انتخاباتی نیوانگلند برای شرکت بوش چنی '۰۴، دو هفته قبل از انتخابات زمانی که دموکرات‌های ایالتی او را به دست داشتن در یک طرح پارازیت تلفنی در روز انتخابات۲۰۰۲ متهم کردند، از سمت خود کناره‌گیری کرد. توبین بعداً به جرم توطئه متهم شد.
توبین به عنوان مدیر سیاسی ملی کمپین ریاست جمهوری ناشر استیو فوربس خدمت کرد. او کارمند گروه دی اس آی مستقر در واشینگتن دی سی است و همچنین دارای شرکت مشاوره خود به نام شرکت توبین است که در بنگر، مین مستقر است. در طول چرخه انتخابات۲۰۰۴ او یک تکاور بوش بود و حداقل ۲۰۰۰۰۰دلار برای تلاش برای انتخاب مجدد بوش در سال ۲۰۰۴ جمع‌آوری کرد.

### ادعای دخالت توبین در پارازیت تلفن انتخاباتی
در نوامبر۲۰۰۲، توبین مدیر منطقه ای کمیته ملی سناتور جمهوریخواه بود. در روز انتخابات، قطع تماس‌های کامپیوتری خطوط تلفن راه اندازی شده توسط حزب دموکرات نیوهمپشایر و اتحادیه آتش نشانان منچستر را مسدود کرد. در طول دو ساعت بیش از ۸۰۰تماس تلفنی با یک بانک تلفنی برای دریافت رای صادر شد. رقابت سنای ایالات متحده در نیوهمپشایر بین فرماندار دموکرات برگزار شد. جین شاهین و نماینده جمهوریخواه جان ای سونونو سونونو با حدود ۲۰۰۰۰رای برنده شد.
توبین و مدیر سیاسی استراحتگاه خدمات ملی و کلوپ کشور، کریس لاسیویتا، در گروه درام کورپس اینترنشنال، یک شرکت لابی و روابط عمومی حزب جمهوری‌خواه واشینگتن، همراه با برایان مک کیب، یک فعال حزب جمهوری‌خواه که قبلاً در چندین نقش در نیوهمپشایر، از جمله مدیر کمپین نماینده سابق ایالات متحده، کار می‌کرد، با هم کار کرده بودند.. بیل زلیف. در آن زمان، استراحتگاه خدمات ملی و کلوپ کشور توسط رهبر اکثریت سنا، بیل فریست، اداره می‌شد.
سوابق تلفنی نشان می‌دهد که توبین در یک بازه زمانی ۳روزه در حدود روز انتخابات۲۰۰۲ ،۲۲تماس بادفتر امور سیاسی کاخ سفید داشته‌است. تعدادی ازناظران اشاره کرده‌اند که تماس بین دفتر امور سیاسی کاخ سفید وکارکنان ستاد انتخاباتی ریاست جمهوری ازنظر تاریخی برای دولت‌های دموکرات و جمهوری‌خواه امری عادی است.

### آزمایش
در تابستان ۲۰۰۴، چارلز مک گی، مدیر اجرایی سابق حزب جمهوری‌خواه نیوهمپشایر، به توطئه اعتراف کرد که ۱۵۶۰۰ دلار به یک شرکت بازاریابی تلفنی در اسکندریه، ویرجینیا، بازار جی او پی، که تجارت دیگری را برای برقراری تماس استخدام کرده بود، پرداخت کرده‌است. یکی از مالکان آن شرکت در آن زمان، شان هانسن، در ماه مارس متهم شد. آلن ریموند، مشاور جمهوری‌خواه، رئیس‌جمهور سابق بازار جی او پی نیز در تابستان به اتهام توطئه در دادگاه فدرال اعتراف کرد.
محاکمه توبین در ۶ دسامبر۲۰۰۵ آغاز شد. روز اول ظاهراً برای دفاع خوب گذشت، زمانی که به نظر می‌رسید، شاهد کلیدی دادستان، چاک مک گی از شهادتی که در ازای داد و ستد رضایت داده بود، عقب‌نشینی کرد.
شهادت مک گی نشان داد که گروه درام کورپس اینترنشنال، یک شرکت روابط عمومی قدرتمند که وب سایت ایستگاه مرکزی فناوری را منتشر می‌کند و ارتباط نزدیکی با حزب جمهوری‌خواه دارد، از طریق وکیل و برایان مک کیب بومی نیوهمپشایر درگیر بوده‌است. او همچنین گفت که با دارل هنری از انجمن گاز آمریکا صحبت کرده‌است، او گفت که پس از قطع شدن رسمی تلفن، پارازیت تلفن را ادامه خواهد داد. مک گی گفت که هنری پیشنهاد داده بود که عملیات را با تعدادی از داوطلبان «اتاق» ادامه دهد. از آنجا که مافوق توبین در کمیته ملی سناتور جمهوریخواه، کریس لاسیویتا، در آن زمان برای اتاق بازرگانی ایالات متحده کار می‌کرد، ممکن است که او نیز از این طرح آگاه بوده باشد. او در حال حاضر برای شرکت مشاوره تری نلسون، گروه استراتژی متقابل کار می‌کند.
ریموند گفت که او همچنین این ایده را پس از کنت گراس، مشاور عمومی سابق در کمیسیون انتخابات فدرال، که در حال حاضر شریک شرکت قدرتمند اسکادن، آرپس، اسلیت، مهرن و فلام است، اجرا خواهد کرد.
در ۸ دسامبر، دفاعیات توبین دو شاهد ارائه کرد و استراحت کرد. آنها مک آلیف را متقاعد کردند که یک اتهام را کنار بگذارد و دامنه اتهام دیگری را محدود کند.
یک هفته بعد، هیئت منصفه او را به دو اتهام مرتبط با مزاحمت تلفنی محکوم کرد، در حالی که او را از اتهام جدی تر توطئه برای نقض حقوق رأی دهندگان تبرئه کرد.
در می ۲۰۰۶، دادستان برای دو سال زندان درخواست کرد. آنها سه عامل را ذکر کردند: سوء استفاده توبین از اعتماد عمومی و خصوصی، برقراری تماس‌های متعدد با قربانیان متعدد در یک دوره زمانی طولانی، و هدف نهایی از دخالت در انتخابات. دو مورد اول به‌طور خاص توسط قانون مزاحمت تلفنی مورد توجه قرار گرفته‌است. دادستان‌ها گفتند که این دومی نه، اما پایانی آنقدر وحشتناک است که مجازات شدیدتری را ایجاب می‌کند. توبین در ۱۷ می ۲۰۰۶ به ۱۰ ماه زندان، دو سال حبس تعلیقی و ۱۰۰۰۰ دلار جریمه محکوم شد.
محاکمه، حزب جمهوری‌خواه نیوهمپشایر را با تنها ۷۳۳٫۶۰ دلار در حساب بانکی خود تقریباً ورشکست کرد. در اواخر همان سال، نامزدهای دموکرات هر دو نماینده جمهوری‌خواه فعلی کنگره را ناراحت کردند.

### دفاع کمیته ملی جمهوری خواهانسوپر بول
در ماه اوت، کمیته ملی جمهوری خواهانسوپر بول تأیید کرد که بیش از ۷۲۲۰۰۰ دلار برای دفاع از توبین توسط شرکت ویلیامز و کانولی واشینگتن دی سی هزینه کرده‌است. یک سخنگوی به آسوشیتدپرس گفت: «این حمایت بر اساس اطمینان او و اعتقاد ما است که جیم مرتکب هیچ تخلفی نشده‌است.» رهبر اتحادیه در فوریه ۲۰۰۶ گزارش داد که کمیته ملی جمهوری خواهانسوپر بول در روز محکومیت توبین ۱٫۷ میلیون دلار به ویلیامز پرداخت کرده‌است، در مجموع ۲٫۵ میلیون دلار، و نه تأیید و نه رد کرد که هنوز هم هزینه‌های قانونی او را پرداخت می‌کند. اولین گزارش مالی کمیته ملی جمهوری خواهانسوپر بول در سال ۲۰۰۶ نشان داد که تا آن زمان ۳۳۰۰۰۰ دلار دیگر هزینه کرده‌است.
بعداً در همان سال، همسر توبین و شریک زندگی او که مدت‌ها از فعالان سیاسی نیوانگلند بود، به عنوان مشاور در کمپین انتخاب مجدد لینکلن چفی، سناتور رود آیلند، استخدام شدند که در نهایت ناموفق بود. توبین، که در دو کمپین پرطرفدار قبلی در مین کار کرده بود، و شریک او که شش کمپین قبلی را مدیریت کرده بود، ۳۰۰۰۰۰ دلار برای مشاوره در مورد کمپین دریافت کردند. از این مبلغ، ۲۶۰۰۰۰ دلار صرف پرداخت پست برای کمپین Chafee شد.

### محکومیت در دادگاه تجدید نظر لغو شد
در ۲۱ دسامبر، وکلای توبین اسنادی را در دادگاه منطقه ای ایالات متحده در کنکورد، نیوهمپشایر، به دنبال لغو حکم هیئت منصفه و خواستار محاکمه جدید برای توبین، تشکیل دادند. یک ماه بعد، یک پرونده با جزئیات بیشتر سه خطای احتمالی را نشان داد:
- مک گی و ریموند پس از صحبت با توبین، برنامه را پیش بردند، نه قبل از آن، و نشان دادند که این تصمیم تنها با آنها بوده‌است.
- نمی‌توان نشان داد که توبین با عنصری از طرح موافقت کرده‌است که خواستار تماس‌های قطع مکرر است.
- قبل از اینکه مک گی با رئیس حزب جمهوری‌خواه نیوهمپشایر مشورت کند و ریموند به دنبال مشاوره از وکیل باشد، هیچ مدرکی مبنی بر توافق برای ادامه وجود نداشت.
- تمام شواهد آزمایشی نشان داد که توبین مک گی را به ریموند ارجاع داد.

در ۲۰ مارس ۲۰۰۷، مایکل بودین، رئیس قاضی دادگاه تجدیدنظر ناحیه اول ایالات متحده در بوستون، حکم داد که اساسنامه ای که توبین بر اساس آن محکوم شده‌است «مناسب» با آنچه توبین انجام داده‌است، نیست، و این سؤال را مطرح کرد که آیا دولت نشان داده‌است که توبین قصد دارد. آزار دادن با این حال، آن طور که وکلای توبین به دنبال آن بودند، محکومیت را به‌طور کامل باطل نکرد و گفت که رویه قضایی توطئه به سطح مدرکی که توبین ادعا می‌کرد نیاز ندارد. این دادگاه آن را برای محاکمه مجدد به دادگاه منطقه بازگرداند، زیرا معتقد بود که یک هیئت منصفه به درستی آموزش دیده احتمالاً می‌تواند محکومیت خود را تنها بر اساس اقدامات او بازگرداند. دادستان‌های فدرال گفتند که درحال بررسی این تصمیم هستند تا بنوبه خود درخواست تجدید نظر کنند یا دوباره محاکمه کنند.

### کیفرخواست توبین ۲۰۰۸
پس از بیش از یک سال بدون هیچ گونه پیشرفت قانونی یا تحقیقی، در ۹ اکتبر ۲۰۰۸، یک هیئت منصفه فدرال در مین بار دیگر توبین را به دو اتهام اظهارات نادرست به مأموران اف‌بی‌آی متهم کرد. در آن زمان شاهین و سونونو در حال تکرار مسابقه ۲۰۰۲ خود بودند که شاهین برنده شد. این اتهامات بعدی به‌طور خلاصه در سال ۲۰۰۹ پس از اینکه قاضی فدرال در دادگاه ناحیه مین انگیزه آنها را «تعقیب انتقام جویانه» تشخیص داد، رد شد.

## سایر تحولات
نوئل هیلمن، که به عنوان رئیس بخش صداقت عمومی وزارت دادگستری مسئول انتقال پرونده به محاکمه بود، در ژانویه ۲۰۰۶ توسط پرزیدنت بوش برای قضاوت فدرال نامزد.
همچنین در آن ماه، حزب جمهوری‌خواه نیوهمپشایر دعوای متقابلی را علیه حزب دمکرات ایالت تنظیم کرد و مدعی شد که شکایت دموکرات‌ها علیه آنها صرفاً بخشی از تلاش ملی برای پیشبرد منافع حزب در یک سال انتخاباتی بوده‌است و دموکرات‌ها ازروند دادگاه سوء استفاده می‌کنند. برای جلوگیری از تلاش‌های حزب جمهوری‌خواه نیوهمپشایر برای مشارکت در فعالیت‌های سیاسی محافظت شده توسط قانون اساسی. در اول دسامبر، دو حزب در مجموع ۱۲۵۰۰۰دلار پرداخت کردند که جمهوری خواهان به دموکرات‌ها در اقساط سالانه ۲۵۰۰۰دلار طی پنج سال آینده پرداخت می‌کردند. کمیته ملی جمهوری خواهانسوپر بول و کمیته ملی سناتور جمهوریخواه همچنین هر کدام دو کمک ۵۰۰۰دلاری به موسسات خیریه مرتبط با ادارات آتش‌نشانی و پلیس منچستر خواهند کرد.
چارلز مک گی ۷ماه را در زندان گذراند و اکنون درمدرسه مبارزاتی برای نامزدهای حزب جمهوری‌خواه کار می‌کند که توسط یک شرکت بازاریابی سیاسی جمهوری‌خواه اداره می‌شود.

### ارتباطات کاخ سفید
یک تحلیل دموکراتیک از سوابق تلفنی که در محاکمه جنایی توبین معرفی شد نشان می‌دهد که او ۱۱۵تماس خروجی با کاخ سفید بین ۱۷سپتامبر و ۲۲ نوامبر۲۰۰۲ داشته‌است. دو ده مورد از تماس‌ها از ساعت۹:۲۸ انجام شدیک روز قبل از انتخابات تا ساعت ۲:۱۷صبح شب بعد از رای‌گیری، یک دوره سه روزه که طی آن عملیات پارازیت تلفن نهایی شد، انجام شد و سپس به‌طور ناگهانی خاموش شد.
تقریباً تمام تماس‌ها باکاخ سفید به همین شماره می‌رسد که درحال حاضر دردفتر امور سیاسی زنگ می‌زند. در سال۲۰۰۲، این دفتر توسط کن مهلمن، که بعداً رئیس کمیته ملی جمهوری خواهان شد، اداره می‌شد. کاخ سفید از گفتن اینکه این شماره تلفن به کدام کارمند اختصاص داده شده‌است خودداری کرد.
حزب ملی جمهوری‌خواه، که بهپرداخت میلیون‌ها صورتحساب قانونی برای دفاع از توبین ادامه داده‌است، می‌گوید که تماس‌های تلفنی مربوط به کارهای معمول انتخاباتی بوده و پیشنهاد این که این تماس‌ها شامل پارازیت تلفنی است، «احمقانه» است. مهلمن گفت که این تماس‌ها صرفاً بخشی ازتماس‌های زیادی بود که او و دستیارش در آن دوره زمانی با نیروهای عملیاتی درمسابقات رقابتی در سراسر کشور داشتند.
بعداً در ماه آوریل، حزب دموکرات ایالتی از فیلیپ مانگونس، قاضی رسیدگی کننده به شکایت علیه حزب جمهوری‌خواه نیوهمپشایر خواست تا به آنها اجازه دهد از مهلمان بازجویی کنند. یکی از فعالان گفت که توضیح مهلمان مبنی بر اینکه این یک کار معمولی در کمپین انتخاباتی بوده‌است، به سختی می‌تواند با سوابقی که نشان می‌دهد توبین مدت‌ها پس از تصمیم‌گیری انتخابات به نفع سونونو، به تماس با دفتر مهلمان ادامه می‌دهد. جو گیلورد، مشاور جمهوری‌خواه، دموکرات‌ها را به «تلاش برای دامن زدن به چرندیات» متهم کرد.

### ارتباط هیلی باربور
در ۲۸ آوریل۲۰۰۶،آسوشیتدپرس گزارش داد که هیلی باربور، رئیس سابق کمیته ملی جمهوری خواهانسوپر بول که اکنون به عنوان فرماندار می‌سی‌سی‌پی خدمت می‌کند، وام استارتاپی ۲۵۰۰۰۰دلاری را از طریق شرکت سرمایه‌گذاری خود، شرکای هلم، در سال۲۰۰۰ به بازار جی او پی است. در حالی که او ادعا می‌کرد که دخالتش در آنجا به پایان رسیده‌است و در آن زمان نمی‌دانست که شرکت هرگز در فعالیت‌های مجرمانه شرکت خواهد کرد، توافقنامه عملیاتی آن نشان می‌دهد که هلم کنترل زیادی بر شرکت از طریق طبقه متفاوتی از شرکت‌ها حفظ کرده‌است. سهام و اینکه شریک باربور، اد راجرز، در نتیجه کنترل یکسانی بر شرکت با ریموند داشت. بررسی‌های بیشتر نشان داد که هلم فقط اندکی قبل از راه‌اندازی بازار جی او پی ثبت شده بود و این مشارکت هرگز در هیچ شرکت دیگری سرمایه‌گذاری نکرد. ریموند همچنین با وجود سرمایه‌گذاری اولیه ۱۱۷۰۰ دلاری، صاحب دو سوم شرکت بود.

## شان هانسن
در ۲۷ مارس۲۰۰۶، شان هانسن، مالک سابق مایلو، از آیداهو به نیوهمپشایر سفر کرد تا با هر یک از آنها توطئه برای ارتکاب آزار و اذیت تلفنی و کمک و مشارکت در آزار و اذیت تلفنی روبرو شود. دادستان‌ها ادعا می‌کنند که او با استفاده از شرکت خود برای پارازیت شش شماره تلفن با تماس‌های قطع در روز انتخابات به مبلغ ۲۵۰۰دلار موافقت کرده‌است.
برخلاف توبین، هیچ نهاد مرتبط با حزب جمهوری‌خواه هزینه دفاع هنسن را پرداخت نکرده‌است. در عوض، او توسط دفتر مدافع عمومی فدرال نمایندگی شد. فهرست دفاعیات احتمالی که او ممکن است از آن استفاده کند، همان‌طور که در اولین پرونده او ذکر شد، نشان می‌دهد که ممکن است توسط توبین و دیگران به این باور رسیده باشد که پارازیت کاملاً قانونی بوده‌است.
او به جرم خود اعتراف کرد و قرار بود در فوریه۲۰۰۷ محکوم شود. بعداً از اعتراف مجرمانه خود منصرف شد و صدور حکم به مه۲۰۰۸ به تعویق افتاد. اتهامات علیه هانسن در نهایت توسط دولت رد شد.

## دادستان ویژه به دنبال
در ۱۲ مه ۲۰۰۶،جان کانیرز، نماینده ایالات متحده (دم، میشیگان) درخواستی رسمی به دادستان ایالات متحده آلبرتو گونزالس فرستاد و از او خواست تا یک دادستان ویژه را برای بررسی پارازیت تلفن در سال ۲۰۰۲ معرفی کند. کانیرز، دموکرات ارشد کمیته قضایی مجلس نمایندگان، گفت که یک وکیل مستقل برای بررسی ادعاهایی مبنی بر دست داشتن مقامات کاخ سفید در این طرح ضروری است، و اشاره کرد که وزارت دادگستری ایالات متحده "به نظر می‌رسد در حال بررسی تماس‌های گسترده بین این دو نیست. توطئه گران پارازیت تلفن و مقامات بلندپایه جمهوریخواه».